# Nobuharu Asahara
Nobuharu Asahara (jap. 朝原 宣治, Asahara Nobuharu; * 21. Juni 1972 in Kita-ku, Kōbe) ist ein ehemaliger japanischer Leichtathlet.
Er gewann insgesamt acht Japanische Meisterschaften, davon fünf im 100-Meter-Lauf (1996–1997, 2000–2002) und drei im Weitsprung (1994–1995, 1997). Außerdem wurde er 1993 mit persönlicher Bestweite von 8,13 m  Asienmeister im Weitsprung. Bei den Asienspielen 2002 errang er die Silbermedaille im 100-Meter-Lauf sowie in der 4-mal-100-Meter-Staffel.
Insgesamt nahm Asahara in seiner Karriere an vier Olympischen Spielen und zehn Weltmeisterschaften (Freiluft und Halle) teil.
Seinen größten sportlichen Erfolg feierte er bei den Olympischen Spielen 2008 in Peking. Gemeinsam mit Naoki Tsukahara, Shingo Suetsugu und Shinji Takahira gewann er die Silbermedaille in der 4-mal-100-Meter-Staffel. Die japanische Mannschaft hatte ursprünglich den dritten Platz erreicht, rückte aber in der Wertung um einen Rang auf, nachdem die vor ihr platzierte jamaikanische Stafette nachträglich wegen eines Dopingvergehens ihres Läufers Nesta Carter disqualifiziert worden war. Beim 100-Meter-Lauf, an dem er ebenfalls teilnahm, schied er dagegen bereits in der Viertelfinalrunde aus.
Am 23. September 2008 beendete Asahara im Alter von 36 Jahren seine Profilaufbahn. Er lief sein letztes Rennen beim Seiko Super Rikujō Taikai in Kawasaki, wo er von Fans und Weggefährten verabschiedet wurde.
Asahara heiratete 2002 die ehemalige Synchronschwimmerin Fumiko Okuno und hat mit ihr drei Kinder.

## Bestleistungen
- 60 m (Halle): 6,55 s, 1. März 1997, Sindelfingen
- 100 m: 10,02 s, 13. Juli 2001, Oslo
- 200 m: 20,39 s, 13. Juli 1997, Stuttgart
- Weitsprung: 8,13 m, 3. Dezember 1993, Manila